# 金魚妻
『金魚妻』（きんぎょづま）は、黒澤Rによる日本の漫画作品。『グランドジャンプめちゃ』（集英社）にて連載中。2025年4月時点で、累計部数は400万部を突破している。2022年にNetflixで実写ドラマ化された。

## 沿革
『グランドジャンプPREMIUM』（集英社）の2016年3月号に掲載され、シリーズが開始される。『グランドジャンプ』（同）にも2016年18号より掲載されている。2017年2月22日発売の『グランドジャンプPREMIUM』3月号には、オールカラーの袋とじとして「弁当妻 その後」が収録された。
『めちゃコミック』にてもんでんあきこの『エロスの種子』とともに本作が反響を得たことにより、増刊『グランドジャンプめちゃ』（同）が創刊される。創刊号より本作の掲載を開始。2018年11月28日発売の12月号より同誌が隔月刊化された後も、連載が継続されている。2018年12月、『グランドジャンプPREMIUM』が『グランドジャンプむちゃ』（同）にリニューアルされた際には、本作も掲載された。

## 収録エピソード
オムニバスで描かれている。
- 第1巻 「金魚妻」「出前妻」「弁当妻」「見舞妻」
- 第2巻 「頭痛妻」「芳香妻」「園芸妻」「金魚妻2」「弁当妻その後」
- 第3巻 「風水妻」「登山妻」「出前妻2」「金魚妻3」
- 第4巻 「又鬼妻」「見舞妻2」「伴走妻」「金魚妻4」
- 第5巻 「改装妻」「駝鳥妻」「美容妻」「金魚妻5」
- 第6巻 「蜜蜂妻」「出前妻3」「団地妻」「金魚妻6」
- 第7巻 「着物妻」「美容妻2」「園芸妻2」「金魚妻7」
- 第8巻 「見舞妻3」「VR妻」「金魚妻8」「投資妻」
- 第9巻 「双六妻」「美容妻3」「金魚妻9」「蜜蜂妻2」
- 第10巻 「絨毯妻」「金魚妻10」「人魚妻」「愛猫妻」「改装妻その後」
- 第11巻 「白髪妻」「金魚妻11」「舞踏妻」「宝籤妻」
- 第12巻 「金魚妻12」「鍵穴妻」「霊感妻」「河童妻」
- 第13巻 「愛犬妻」「温泉妻」「掃除妻」「防災妻」

## 書誌情報
- 黒澤R『金魚妻』集英社〈ヤングジャンプコミックス〉、既刊13巻（2025年5月19日現在）
  1. 2017年1月19日発売[9]、ISBN 978-4-08-890570-9
  2. 2017年8月18日発売[10]、ISBN 978-4-08-890756-7
  3. 2018年2月19日発売[11]、ISBN 978-4-08-890868-7
  4. 2018年8月17日発売[12]、ISBN 978-4-08-891091-8
  5. 2019年3月19日発売[13]、ISBN 978-4-08-891212-7
  6. 2019年11月19日発売[14]、ISBN 978-4-08-891375-9
  7. 2020年7月17日発売[15]、ISBN 978-4-08-891607-1
  8. 2021年1月19日発売[16]、ISBN 978-4-08-891770-2
  9. 2021年7月16日発売[17]、ISBN 978-4-08-892041-2
  10. 2022年3月18日発売[18]、ISBN 978-4-08-892262-1
  11. 2023年1月19日発売[19]、ISBN 978-4-08-892518-9
  12. 2023年11月17日発売[20]、ISBN 978-4-08-892518-9
  13. 2025年5月19日発売[21]、ISBN 978-4-08-893731-1

## 実写ドラマ
『金魚妻』（きんぎょづま、英題：Fishbowl Wives）と題して、Netflixとフジテレビの共同企画・制作でドラマ化され、2022年2月14日からNetflixで世界190か国以上に配信されている。原作は黒澤Rによる同名漫画。全8話。主演は篠原涼子。
Netflixが発表した2月14日〜2月20日集計の各国の週間ランキングでは、日本、香港、台湾で週間1位を獲得。また、インド、マレーシア、タイ、シンガポールなど計13の国と地域で週間ランキングTOP10入りをした。世界ランキングのNetflix週間グローバルTOP10（テレビ・非英語）では世界7位にランクインし、日本の作品で初めて世界ランキングTOP10入りを果たした。
2月21日〜2月27日集計の週間ランキングでも日本で1位を獲得し、2週連続首位をキープ。アジア地域以外の国でもTOP10入りをした。Netflix週間グローバルTOP10（テレビ・非英語）では世界8位にランクインし、2週続けて世界ランキングTOP10入りを果たした。
主題歌「Crazy for you」は、主演の篠原涼子がsino R fine名義で歌唱している。
「金魚妻 オリジナル・サウンドトラック」（アーティスト：末廣健一郎、MAYUKO、宗形勇輝、植田能平）が2022年2月25日に発売。

### あらすじ
高層タワーマンションの最上階に暮らす平賀さくらは、多数のサロンを手掛ける夫・卓弥と結婚し、誰もが羨む華やかな人生を送っていると思われていた。しかし、実は夫からのDVやモラハラに苦しんでいた。ある日、さくらは偶然立ち寄った金魚屋で店主・豊田春斗と運命的な出会いを果たす。二人は徐々に惹かれ合い、一線を超えてしまう。
金魚妻をメインストーリーに、様々な事情と想いを抱えて結婚生活を送る6人の妻たちが、それぞれ禁断の不倫に足を踏み入れる様子を描いた物語。

### キャスト
平賀さくら（ひらが さくら）
演 - 篠原涼子
本作の主人公。金魚妻。タワーマンション最上階の4301号室。美容師だったが、ある事件がきっかけでハサミを握ることができなくなってしまい、現在は夫の卓弥と共同でサロンの経営に携わっている。夫からのモラハラを含むDVに苦しむ日々を送っている。
豊田春斗（とよだ はると）
演 - 岩田剛典
金魚屋「金魚のとよだ」の店主。傷付いたさくらを優しく受け入れる。
平賀卓弥（ひらが たくや）
演 - 安藤政信
さくらの夫。美容サロン「hiraga TOKYO」代表取締役社長。愛していたはずの妻のさくらをいつしか支配するようになった。裏では複数の女性と関係を持っている。
坂東真沙子（ばんどう まさこ）
演 - 水上京香
春斗の元恋人。弁護士。
蘭（らん）
演 - 福本莉子
春斗の妹。
貴左也（きさや）
演 - 宅麻伸
春斗の父親。
寧々（ねね）
演 - 川﨑珠莉
サロンの美容師。
加代（かよ）
演 - 堀未央奈
サロンの美容師。
きょうたろう
演 - フジエタクマ
サロンの美容師。
箱崎ゆり葉（はこざき ゆりは）
演 - 長谷川京子
改装妻。18階の1803号室。
五条百樹（ごじょう ももき）
演 - 深水元基
ゆり葉の新居のリフォームを担う大工。
箱崎紘一（はこざき こういち）
演 - 前川泰之
ゆり葉の夫。
田口慈子（たぐち ひさこ）
演 - 松本若菜
頭痛妻。41階の4103号室。
馬場（ばば）
演 - 眞島秀和
慈子の夫。本名は田口卓三（たぐち たくぞう）。
田口勇太（たぐち ゆうた）
演 - 小林優仁
慈子と卓三の息子。
志村優香（しむら ゆか）
演 - 中村静香
外注妻。16階の1612号室。
潤（じゅん）
演 - 久保田悠来
優香の元恋人。
志村実（しむら みのる）
演 - 長田成哉
優香の夫。
保ヶ辺朔子（ほかべ のりこ）
演 - 瀬戸さおり
弁当妻。16階の1605号室。
保ヶ辺太朗（ほかべ たろう）
演 - 藤森慎吾（オリエンタルラジオ）
朔子の夫。
津多信司（つた しんじ）
演 - 神田穣
太朗の部下。
真田早矢（さなだ さや）
演 - 石井杏奈
伴走妻。3階の301号室。
真田颯太（さなだ そうた）
演 - 犬飼貴丈
早矢の夫。
メイ
演 - 峯村リエ
マンションの住人を占う風水師。

### スタッフ
- 原作：黒澤R『金魚妻』（集英社「グランドジャンプめちゃ」連載）
- 脚本：坪田文、越川美埜子、的場友見
- 音楽：末廣健一郎、MAYUKO、宗形勇輝、植田能平
- 主題歌：sino R fine「Crazy for you」（Sony Music Labels Inc.）[27]
- 撮影：相馬大輔
- Bカメラ：宮崎康仁、西岡ほさな
- 照明：佐藤浩太
- 録音：菅野佑介
- 美術プロデューサー：小林大輔、柴田慎一郎
- 編集：柳沢竜也、山田佑介、甲斐清香
- CGディレクター：島田初哉
- VFXスーパーバイザー：板垣洋好
- インティマシーコーディネーター：浅田智穂[30]
- 監督：並木道子（フジテレビ）、楢木野礼、松山博昭（フジテレビ）
- エグゼクティブ・プロデューサー：佐藤菜穂美（Netflix コンテンツ・アクイジション部門 マネージャー）、牧野正（フジテレビ）
- プロデューサー：中野利幸（フジテレビ）、浅野澄美（FCC）、小林和紘（FCC）
- 制作プロダクション：フジクリエイティブコーポレーション
- 製作：Netflix

### 配信日程
| 話数 | 配信日        | サブタイトル   | 配信時間 | 脚本                       | 監督     |
| ---- | ------------- | -------------- | -------- | -------------------------- | -------- |
| #1   | 2022年2月14日 | 金魚妻         | 46分     | 坪田文                     | 並木道子 |
| #2   | 2022年2月14日 | 外注妻         | 44分     | 坪田文                     | 並木道子 |
| #3   | 2022年2月14日 | 弁当妻         | 41分     | 坪田文 越川美埜子 的場友見 | 楢木野礼 |
| #4   | 2022年2月14日 | 伴走妻         | 41分     | 坪田文 越川美埜子 的場友見 | 楢木野礼 |
| #5   | 2022年2月14日 | 頭痛妻 パート1 | 46分     | 越川美埜子                 | 松山博昭 |
| #6   | 2022年2月14日 | 頭痛妻 パート2 | 39分     | 越川美埜子                 | 松山博昭 |
| #7   | 2022年2月14日 | 改装妻         | 38分     | 越川美埜子 的場友見        | 並木道子 |
| #8   | 2022年2月14日 | 金魚妻         | 52分     | 越川美埜子                 | 並木道子 |